# Yanadesmus celedinus
Yanadesmus celedinus är en mångfotingart som beskrevs av Chamberlin 1955. Yanadesmus celedinus ingår i släktet Yanadesmus och familjen Chelodesmidae. Inga underarter finns listade i Catalogue of Life.